# Patxi Iturrioz
Patxi Iturrioz Herrero (Sant Sebastià, 21 d'abril de 1937) fou un polític basc. Dirigent d'ETA en la primera meitat de la dècada de 1960, va impulsar en 1965 la primera escissió d'aquesta organització, de caràcter obrerista i titllada d'"espanyolista" pel sector oficial. Al costat d'altres dissidents d'ETA, va ser un dels fundadors d'EMK primer i del Moviment Comunista després, ambdues en l'àmbit de l'extrema esquerra. Va continuar dedicant-se a l'activitat política, arribant a ser diputat en el Congrés en els primers anys de la Transició espanyola. En 1990 va ingressar en el Partit Socialista d'Euskadi.

## Els inicis d'ETA
En la seva joventut va formar part d'EGI, l'organització il·legal juvenil del Partit Nacionalista Basc en l'exili que era l'única organització política nacionalista que va perdurar en la dictadura. Posteriorment va ingressar en ETA constituint-se l'organització per una junta directiva col·legiada formada el 1959 per Eneko Irigaray, López Dorronsoro, José Luis Álvarez Emparantza "Txillardegi", José María Benito del Valle, J. Manuel Agirre, Julen de Madariaga Aguirre i el mateix Patxi Iturrioz.
Davant les detencions de bastants membres de l'organització per realitzar pintades nacionalistes, va ser nomenat responsable de la "branca política". Aquesta concentrava la majoria de les atribucions que fins llavors havien pertangut a l'Executiu, els membres del qual es trobaven en l'exili. L'Oficina Política, autèntica direcció d'ETA en l'interior, va tenir la seva seu a Sant Sebastià. El 1963 Iturrioz fou detingut i el 1964 s'exilia a Bèlgica on coincidiria amb altres dirigents de l'organització després de ser prohibida la seva estada en territori francès.

## La ideologia obrerista
Els "obreristes" d'ETA consideraven a la classe obrera com principal motor de lluita contra la dictadura, el que no deixava de crear frecs amb els sectors més nacionalistes, car ni tan sols diferenciava entre bascos i espanyols el que xocava amb l'altre corrent nacionalista radical que veia als espanyols com a enemics de la nació basca. L'Oficina Política encapçalada per Iturrioz va buscar aliances amb Comissions Obreres i altres forces socials i polítiques clandestines no nacionalistes, mentre rebutjava la unitat basquista amb sectors del nacionalisme vinculats a la burgesia. Aquestes idees, era massa revolucionàries en una organització que era principalment nacionalista a pesar d'haver incorporat elements ideològics d'esquerra i van provocar una forta reacció per part dels altres sectors.
Txillardegi, representant del corrent més basquista, també exiliat a Bèlgica, va denunciar que ETA estava deixant de ser una organització patriòtica per a convertir-se en una organització comunista clàssica. ETA estava dividida ideològicament i es va iniciar llavors un moviment intern l'objectiu del qual és desbancar als "obreristas". En vespres de la celebració de la V Assemblea d'ETA hom va comunicar Patxi Iturrioz la decisió d'expulsar-lo, proposta que va ser realitzada per l'Executiu i va ser ratificada en la primera sessió de l'assemblea, el 7 de desembre de 1966. Els obreristes, en vista de què l'assemblea denegava la petició de defensa d'Iturrioz, van decidir no participar-hi. La resta de la militància s'hi va mantenir, va nomenar un nou Comitè Executiu i va decidir convocar-se a una segona part de l'assemblea, que es va celebrar al març de 1967 a Getaria (Guipúscoa).

## ETA Berri (1967)
Patxi Iturrioz i la minoria obrerista, aliens ja a aquesta segona part de l'assemblea, van adoptar el nom d'ETA Berri (Nova ETA), pel que la resta de l'organització va passar a ser coneguda com a ETA Zaharra (Vella ETA). ETA Berri va aprofundir en la línia obrerista, participant en Comissions Obreres, denunciant els aspectes que consideraven més reaccionaris i xovinistes del nacionalisme basc i allunyant-se definitivament del món del PNB, al qual pertanyien molts dels empresaris bascos. L'agost de 1968 ETA Berri va anunciar el canvi del seu nom pel de Komunistak (Els Comunistes), amb la qual cosa ETA Zaharra va tornar a ser simplement ETA. A causa de l'escissió d'ETA Berri, els obreristes, anomenats espanyolistes o felipes van ser objecte d'un boicot personal i polític per part no només de l'entorn d'ETA.

## Militància comunista i socialista
A principis dels anys 70 ETA Berri es va denominar Euskadiko Mugimendu Komunista (Moviment Comunista d'Euskadi) (EMK), el qual, fusionant-se amb petits grups comunistes de tot Espanya va formar el partit federal Moviment Comunista (MC). Entre 1968 i 1977 Iturrioz va viure exiliat a Alemanya. AL seu retorn, va participar en la formació d'Euskadiko Ezkerra, partit polític creat per organitzacions i persones escindides d'ETA, en particular EMK i ETA politicomilitar. Va ser segon en la llista d'aquesta formació en les eleccions generals espanyoles de 1977 i diputat en el parlament espanyol (integrat en el grup mixt del congrés) durant uns pocs mesos, al dimitir del seu escó el cap de llista i únic diputat de EE Francisco Letamendia, alies Ortzi.
Patxi Iturrioz va ser durant anys el cap visible de l'EMK i, per tant, un dels personatges més rellevants del MC, fins que EMK es va independitzar d'aquesta organització federal que havia contribuït a formar, el 1983. El 1990 Patxi Iturrioz va ingressar en el Partit Socialista d'Euskadi, federació basca del Partit Socialista Obrer Espanyol.